# Celia Paul
Celia Paul (Tiruvanantapura, 11 de novembro de 1959 - ) é uma pintora britânica nascida na Índia. Paul é conhecida principalmente por seu trabalho impressionista, que ela desenvolveu durante sua educação na Slade School of Fine Art. Paul vive e trabalha em Londres, Inglaterra.

## Biografia
Celia Paul nasceu em Thiruvananthapuram (anteriormente chamada de Trivandrum), sul da Índia.
De 1976 a 1981, ela estudou na Slade School of Fine Art em Londres, onde conheceu Lucian Freud, que era um tutor visitante e com quem ela teria um relacionamento.
Paul foi representada pela Bernard Jacobson Gallery, Londres, de 1984 a 1986, e depois pela Marlborough Fine Art, Londres, de 1989 a 2014. Ela foi representada pela Victoria Miro, Londres, desde maio de 2014.
Uma exposição individual de novos trabalhos da artista intitulada Celia Paul: Memory and Desire ocorreu no Victoria Miro em Londres, de 6 de abril a 14 de maio de 2022. A exposição coincidiu com a publicação de Letters to Gwen John, um novo livro da artista publicado por Jonathan Cape e New York Review Books que se concentra em uma série de cartas endereçadas à pintora Gwen John (1876–1939), que há muito tempo é um espírito tutelar de Paul.
Paul escreveu sua autobiografia Self-Portrait, que foi lançada em 2019 e bem recebida pela crítica em importantes jornais, incluindo The Guardian, The New York Times e The New York Review of Books.

## Exibições individuais
- "Celia Paul: Memory and Desire", Victoria Miro, London, 6 April – 14 May 2022
- "Celia Paul: Self-Portrait", an extended reality (XR) exhibition on Vortic Collect, Victoria Miro, London, UK, 10 November – 12 December 2020
- "Celia Paul: My Studio", an extended reality (XR) exhibition on Vortic Collect, Victoria Miro, London, UK, 26 June – 25 July 2020
- "Celia Paul", Victoria Miro, London, 13 November – 20 December 2019
- "Celia Paul", curated by Hilton Als, Yale Center for British Art, 3 April – 12 August 2018
- "The Sea and The Mirror", Victoria Miro Venice, 23 September – 21 December 2017
- "Desdemona for Hilton by Celia", Victoria Miro, London, 16 September – 29 October 2016
- "Desdemona for Celia by Hilton", Gallery Met, New York, 2015
- "Celia Paul", Victoria Miro, 2014
- "Gwen John and Celia Paul: Painters in Parallel", Pallant House Gallery, Chichester, 2012–2013
- "Celia Paul", Graves Art Gallery, Sheffield, 2005
- "Celia Paul: Stillness", Abbot Hall, Kendal, 2004
- Regular solo exhibitions at Marlborough Fine Art, 1991–2013
- "Celia Paul", Bernard Jacobson Gallery, 1986

## Leituras adicionais
- Celia Paul, Letters to Gwen John. Jonathan Cape, April, 2022 ISBN 9781787333376
- Celia Paul, Self-Portrait. Jonathan Cape, November 2019 ISBN 9781787331846
- Beth Williamson, Celia Paul: Memory and Desire , Studio International, 29 April 2022
- Drusilla Modjeska, Looking to the Past, an Artist Finds a Soul Mate in Gwen John , The New York Times, 26 April 2022
- Celia Paul, Against Any Intrusion: Writing to Gwen John , The Paris Review, 2 March 2022
- Zadie Smith, The Muse at her Easel, The New York Review of Books, 21 November 2019
- Tim Adams, Celia Paul on life after Lucian Freud: ‘I had to make this story my own’, The Guardian, 27 October 2019
- Financial Times Magazine: "Acclaimed artist Celia Paul on painting from life- and loss": 16 March 2018
- Farah Nayeri, New York Times: Artist’s Muse Steps out of the Shadows: 5 March 2018 and front page of New York Times International 11 March 2018
- Sophie Elmhirst, ‘Standing Tall: Celia Paul will always be her own woman’, Harper’s Bazaar Art, November 2016 [Cover artwork Anemone, Celia Paul, May 2016]
- Laura Cumming, ‘It’s always the quiet ones...’, The New Review [The Observer], 11 September 2016
- Jackie Wullschlager, ‘Artist Celia Paul explores the beauty of melancholy’, Financial Times, 2 September 2016
- Hilton Als, "Celia at Home", in Celia Paul (London: Victoria Miro, 2014)
- Rowan Williams, (introduction) Gwen John and Celia Paul: Painters in Parallel (Chichester: Pallant House Gallery, 2012)
- Catherine Lampert, "Eighty Steps", in Celia Paul (London: Marlborough Fine Art, 2011)
- Frank Paul, (introductions) Celia Paul (Sheffield: Graves Art Gallery, 2005) and Celia Paul (London: Marlborough Fine Art, 2013)
- William Feaver, (introduction) Celia Paul: Stillness (Kendal: Abbot Hall Art Gallery, 2004)
- Alistair Hicks, The School of London: Resurgence of Contemporary Painting (Oxford: Phaidon Press, 1989)
- "Can a Woman Who Is an Artist Ever Just Be an Artist", New York Times Magazine, November 2019.